# Thier-Galerie
El Thier-Galerie es un centro comercial en Dortmund. Se encuentra en el sudoeste del centro de la ciudad en el territorio de la antigua fábrica de cerveza Dortmunder Thier y es operado por la compañía ECE Projektmanagement, con sede en Hamburgo. La galería está conectada a Westenhellweg, una de las calles comerciales más concurridas de Alemania. El centro comercial cuenta con 35,000 visitantes diarios, alcanzando un máximo de 90,000 (los sábados de Adviento). El área de captación total es de 2,3 millones de personas.
El espacio comercial con 160 tiendas cubre 33,000 metros cuadrados (más 4,800 metros cuadrados para oficinas y consultorios médicos) y, por lo tanto, es un centro comercial de tamaño mediano. Aquí trabajan alrededor de 1.000 empleados.

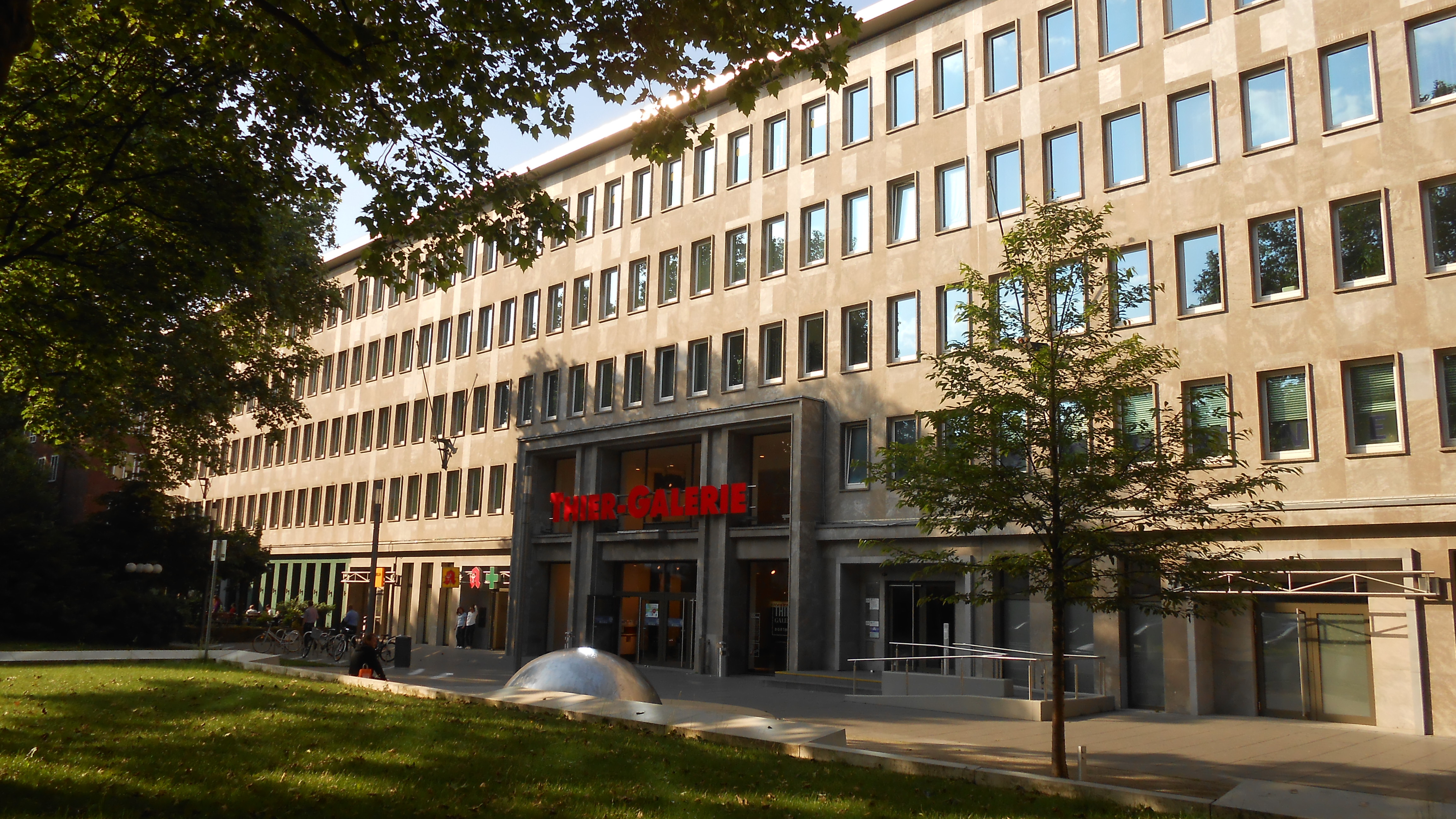
Thiergalerie, Eingang Hiltropwall (1)

## Otros datos
- Wikimedia Commons alberga una categoría multimedia sobre Thier-Galerie.